# Курьер (фильм, 2012)
«Курьер» (англ. The Courier) — боевик режиссёра Хани Абу-Ассада, в главной роли Джеффри Дин Морган. Премьера в США состоялась 31 мая 2012 года.

## Сюжет
Курьер-сорвиголова, преследуемый по всей стране коррумпированными полицейскими и конкурирующими криминальными авторитетами, должен доставить чемодан известной фигуре преступного мира, местонахождение которой никому неизвестно.

## В ролях
- Джеффри Дин Морган — Курьер[2]
- Микки Рурк — Максвелл[3]
- Джози Хо — Анна[4]
- Тиль Швайгер — агент ФБР[3]
- Лили Тейлор — Миссис Капо
- Мигель Феррер — мистер Капо
- Марк Марголис — Ститч

## Съёмки
Съёмки проходили в Лас-Вегасе и Новом Орлеане.
В 2008 году, когда режиссёром фильма числился Рассел Малкэхи, на главную роль рассматривался Эдриен Броуди.